# Airasca
Airasca is een gemeente in de Italiaanse provincie Turijn (regio Piëmont) en telt 3652 inwoners (31-12-2004). De oppervlakte bedraagt 15,7 km², de bevolkingsdichtheid is 233 inwoners per km².
De volgende frazioni maken deel uit van de gemeente: Gabellieri, Cascinette, Vicendette.

## Demografie
Airasca telt ongeveer 1305 huishoudens. Het aantal inwoners steeg in de periode 1991-2001 met 9,3% volgens cijfers uit de tienjaarlijkse volkstellingen van ISTAT.
| Jaar | Inwoneraantal |
| ---- | ------------- |
| 1991 | 3252          |
| 2001 | 3554          |

## Geografie
De gemeente ligt op ongeveer 257 m boven zeeniveau.
Airasca grenst aan de volgende gemeenten: Cumiana, Volvera, None, Piscina, Scalenghe.